# راسيل جونز
راسيل جونز (بالإنجليزية: Russell Jones)‏ هو ممثل بريطاني، ولد في 1978 في المملكة المتحدة.

## وصلات خارجية
- راسيل جونز على موقع IMDb (الإنجليزية)
- راسيل جونز على موقع قاعدة بيانات الفيلم (الإنجليزية)